# Requejo
Requejo är en kommun i Spanien.   Den ligger i provinsen Provincia de Zamora och regionen Kastilien och Leon, i den nordvästra delen av landet, 300 km nordväst om huvudstaden Madrid. Antalet invånare är 181. Arean är 46 kvadratkilometer.
Terrängen i Requejo är huvudsakligen kuperad, men österut är den platt.